# Шапіро Олександр Борисович
Олекса́ндр Шапі́ро (рос. Шапиро Александр, англ. Aleksandr Shapiro; * 1 січня 1969 року, Владивосток, СРСР) — українській кінорежисер, сценарист, продюсер єврейського походження.
У 1985 році вперше приїхав в Україну на навчання в Херсон; згодом переїхав в Київ і жив та працював там до 2014 року. У 2014 переїхав жити на постійній основі з Києва в Тель-Авів; періодично живе та працює в Москві.
Свої фільми знімає російською.

## Біографія
Народився 1 січня 1969 року у місті Владивосток, СРСР недалеко від "кладовища" військових кораблів в сім'ї на той момент підполковника хімічних військ СРСР.
У 1975—1978 роках навчається у Ленінградському ешиботі (єврейська семінарія) на наполегливу вимогу родичів по материнській лінії. У 1978—1985 роках проходить курс психопрактик. У 1985-1986 роках навчається у Херсонському мореплавному училищі.
У 1996 році створив Київську кіностудію "16 Insect". Знімає рекламу, відеокліпи, художні фільми.
З 1996 року займається кіномистецтвом. Також, Олександр Шапіро проводить семінари з кіномистецтва та мистецтва самоусвідомлення. 
Вивчає філософію та близькосхідні містичні традиції, що знаходить своє віддзеркалення у творчості режисера (фільми "Спіноза", "Цадіки" тощо).

## Творча біографія
Творчий доробок Олександра Шапіро налічує декілька десятків повнометражних фільмів, серій та кліпів. Його світлини брали участь у програмах міжнародних кінофестивалів, зокрема, серед них: Берлінський кінофестиваль, Каннський кінофестиваль, міжнародний кінофестиваль у Бухаресті, міжнародний кінофестиваль у Варшаві, відкритий міжнародний кінофестиваль країн СНГ та Балтії "Кіношок", тощо.
З 2000 року знімає повнометражні фільми. Перший же з них "Цикута" звернули увагу цінителі кіно. Фільми А. Шапіро були неодноразово представлені на престижних МКФ як Берлінале, Канн-2008. 
Шапіро — лідер артхаузного і авторського кіно України та Європи. 
У 2012 році зняв короктометражну стрічку "Апартаменти", яка у 2014 році переросла в повнометражну стрічку "Апарт".
У День незалежності України в 2013 році представив свій ноий фільм "Не знаю".
У жовтні 2016 року Шапіро представив свій новий фільм Future in the past («Майбутнє в минулому») в рамках програми «Українські прем'єри» Київського міжнародного кінофестивалю «Молодість», який відбувся 22–30 жовтня 2016 року у Києві.

## Нагороди
- 2003 — головний приз Незалежного кінофестивалю Стик (Москва) за фільм «Цикута»
- 2004 — приз критики Відкритого міжнародного кінофестивалю країн СНД та Балтії «Кіношок» за фільм «Путівник». Приз глядацьких симпатій Міжнародного кінофестивалю у Бухаресті
- 2006 — приз за найкращий сценарій Відкритого міжнародного кінофестивалю країн СНД та Балтії «Кіношок» за фільм «Happy people».

## Фільмографія
Шапіро автор артхаузних стрічок різних форматів: короткометражок, документальних фільмів та повнометражних фільмів.

### Режисер
Короткометражні фільми
- 1997 — зйомка кліпу гурту "Детонатори".
- 100=188" (1998), перший короткометражний фільм на ч/б 16 мм плівці.
- "Валіза" (1999), короткометражний фільм.
- "Декарт" (2000), короткометражний фільм.
- "Клініка" (2000), короткометражний фільм.
- "Матч смерті" (2001) — проект закрився внаслідок божевілля продюсера картини.
- "Апартаменти" (2012) — короткометражний фільм.

Повнометражні фільми
- Цикута (2003)
- Путівник (2004)
- Хеппі Піпл (2006)
- Бес Пор No (2007)
- Зйом (2008)
- Кастинг (2008)
- Дніпро  (2010)
- Останній день Євро (2013)
- Не знаю (2013)
- Апарт (2014)
- Вісім (2016)
- Фьюче ін зе паст (2016)
- Тут і зараз (2019)

### Сценарист
- Цикута (2003)
- Путівник (2004)
- Хеппі Піпл (2006)
- Бес Пор No (2007)
- Зйом (2008)
- Кастинг (2008)
- Дніпро  (2010)
- Останній день Євро (2013)
- Не знаю (2013)
- Апарт (2014)
- Вісім (2016)
- Future in the past (2016)

### Продюсер
- Цикута (2003)
- Бес Пор No (2007)
- Зйом (2009)

## Критика
Фільми Шапіро критикували за їх низьку художню якість, претензійність та нудність. Як зазначила кінокритик часопису «Кіно-театр» Лариса Брюховецька Шапіро це режисер «на фільмах якого на „Берлінале“ ніхто не міг досидіти до кінця».